# Rio Passa-Dois
Rio Passa-Dois är ett vattendrag i Brasilien.   Det ligger i delstaten Paraná, i den södra delen av landet, 1 100 km söder om huvudstaden Brasília.
I omgivningarna runt Rio Passa-Dois växer i huvudsak städsegrön lövskog. Runt Rio Passa-Dois är det glesbefolkat, med 9 invånare per kvadratkilometer.